# Masters de París 1970
El Abierto de París 1970 fue un torneo de tenis jugado sobre moqueta. Fue la edición número 3 de este torneo. Se celebró entre el 9 de noviembre y el 15 de noviembre de 1970. 

## Campeones

### Individuales masculinos
Arthur Ashe vence a  Marty Riessen 7–6, 6–4, 6–3.

### Dobles masculinos
Pancho Gonzales /  Ken Rosewall vencen a  Tom Okker /  Marty Riessen, 6–4, 7–6, 7–6.
| Predecesor: París 1969 | Masters de París 1970 | Sucesor: París 1972 |